# Palavra (ciência da computação)
Em ciência da computação, palavra (em inglês:  word) é a unidade natural de informação usada por cada tipo de computador em particular. É uma sequência de tamanho fixo de bits que é processada em conjunto numa máquina e indica a unidade de transferência entre a CPU e memória principal. O número de bits em uma palavra (o tamanho ou comprimento da palavra) é uma característica importante de uma arquitetura de computador. Ele é refletido em vários aspectos de sua estrutura e sua operação.
Em geral, a maioria dos registradores em um computador possuem o mesmo comprimento de palavra. A quantidade de dados transferidos entre os processadores e a memória é também geralmente igual a uma palavra. Em sistemas simples, os dados são transferidos através de um barramento, geralmente do tamanho da palavra ou do tamanho de meia palavra. O endereço de memória geralmente deve caber numa palavra.
O valor numérico típico manipulado por um computador é geralmente do tamanho da palavra.
Computadores modernos possuem tamanho de palavra de 32 ou 64 bits. Entretanto, vários outros tamanhos já foram usados no passado, incluindo 8, 9, 12, 16, 18, 24, 36, 39, 40, 48 e 60 bits. Alguns dos primeiros computadores eram decimais ao invés de binários, possuindo palavras de tamanho 10, 12, ou 40 e alguns dos primeiros computadores não possuíam tamanho de palavra fixo.

## Utilizações das palavras
Dependendo de como um computador é organizado, unidades do tamanho da palavra podem ser usadas para:
- Números inteiros - variáveis para valores numéricos inteiros podem estar disponíveis em um ou vários tamanhos diferentes, mas um dos tamanhos disponíveis quase sempre será o tamanho da palavra. Os outros tamanhos, se houver, provavelmente serão múltiplos ou frações do tamanho da palavra. Os menores tamanhos são normalmente usados apenas para uso eficiente de memória; quando carregados no processador, seus valores normalmente vão para uma variável de tamanho da palavra.
- Números de ponto flutuante - variáveis para valores numéricos de ponto flutuante são normalmente uma ou um tamanho múltiplo de uma palavra (como um tamanho double)..
- Endereços (ponteiros ou handles).
- Registradores
- Processos de transferência entre a memória e o processador
- Unidades de resolução de endereço (em inglês:  address resolution)
- Instruções

## Famílias de Tamanho
Conforme computadores ficaram mais complexos, a importância central de um único tamanho de palavra para uma arquitetura diminuiu. Embora hardwares mais potentes usem uma variedade maior de tamanhos de dados, forças de mercado fazem pressão para a manutenção de compatibilidade reversa enquanto aumenta-se a capacidade do processador. Como resultado, o que poderia ter sido o tamanho central de palavra em uma organização nova tem de coexistir como um tamanho alternativo ao tamanho de palavra original em uma organização de compatibilidade reversa. O tamanho de palavra original continua disponível, formando a base de uma família de tamanhos de palavra.
No meio dos anos 1970, a Digital Equipment Corporation organizou os computadores VAX para serem os sucessores de 32 bits do PDP-11, de 16 bits. A DEC reciclou do PDP-11 a terminologia "palavra" para se referir a uma quantia de 16 bits, enquanto usou "palavra longa" (em inglês:  longword) para uma sequência de 32 bits. Isso formou um contraste com as máquinas mais antigas, onde a unidade natural de endereçamento da memória era uma "palavra", enquanto uma quantidade que tinha metade do tamanho de uma palavra era chamada de "meia-palavra" (em inglês:  halfword). Seguindo esse esquema, uma "palavra quádrupla" (em inglês:  quadword) para o VAX era 64 bits. A DEC continuou com essa terminologia de palavras de 16 bits/longwords de 32 bits/quadwords de 64 bits com a arquitetura DEC Alpha, de 64 bits.
Outro exemplo é a família x86, na qual processadores de diferentes tamanhos de palavra (16 bits, mais tarde 32 e 64 bits) foram desenvolvidos enquanto "palavra" continua a se referir a uma sequência de 16 bits. Como softwares são frequentemente portados de um tamanho de palavra para o próximo, algumas APIs ou documentações definem ou se referem à larguras de palavra mais velhas (e portanto menores) do que a largura de palavra inteira usada pela CPU.